# Oberea pseudannulicornis
Oberea pseudannulicornis là một loài bọ cánh cứng trong họ Cerambycidae.